# Idioma ojibwa
El idioma ojibwa, ojibwe, ojibua o anishinaabemowin (ᐊᓂᔑᓈᐯᒧᐎᓐ en el silabario del ojibwe oriental) es el segundo más hablado de los idiomas nativos en Canadá (tras el cree), y el tercero más hablado en Estados Unidos (tras el navajo y el cree).  Lo hablan los anishinaabe: un grupo compuesto de los algonquinos, los nipissings, los ojibwa, los saulteaux, los mississaugas, y los ottawas. Otros idiomas muy estrechamente relacionados, y frecuentemente incluidos en ese grupo, son el idioma anishininimowin y el idioma potawatomi. Debido a su papel de gran importancia en el comercio de piel con los franceses, el idioma anishinaabe se convirtió en el idioma de comercio en la región alrededor de los Grandes Lagos, y por cientos de años tuvo una presencia muy importante en el norte de los EE. UU. y en Canadá.

## Clasificación
Anishinaabemowin, a menudo llamado "el idioma ojibwa", es una lengua algonquiana, de la familia álgica, y desciende del idioma proto-algonquiana. Sus hermanas incluyen los idiomas blackfoot, cheyén, cree, fox, menominee, potawatomi, y shawnee. La familia álgica consta de las lenguas algonquianas y las lenguas llamadas ritwan, wiyot y yurok. 
A menudo el ojibwa se clasifica como lengua algonquiana central; sin embargo el algonquiano central es un agrupamiento geográfico más que un grupo genético. Entre las lenguas algonquianas, solamente las lenguas algonquianas orientales constan un subgrupo genético verdadero. Este artículo trata sobre todo del dialecto de ojibwe sudoeste que se habla en el norte de los EE. UU., alrededor de Minnesota y Wisconsin. Por eso, algunas de las descripciones que se dan aquí no serán necesariamente correctas para otros dialectos del idioma ojibwa, a menos que se dé un ejemplo específico.

## Distribución geográfica
El idioma ojibwa es hablado por aproximadamente 10 000 personas en los Estados Unidos y hasta 45.000 en Canadá, lo que significa que es una de las lenguas álgicas más grandes, en cuanto al número de hablantes. Los distintos dialectos se hablan en el norte de Montana, el norte de Dakota del Norte, el norte de Minnesota, el norte de Wisconsin, Míchigan, y Indiana en los EE. UU., y al norte hasta el este de Columbia Británica, el sur de Alberta, el sur de Saskatchewan, el sur de Manitoba, Ontario, y el medio y oeste de Quebec en Canadá.

## Dialectos
Hay varios dialectos del ojibwa bastante divergentes. Los más importantes son: 
- Nipissing y algonquino (anicinàbemowin/omàmiwininimowin)
- Ojibwe llaneño (saulteaux/bungee) (anihšināpēmowin/nakawēmowin)
- Ojibwe oriental (mississaugas)
- Ojibwe septentrional (ojibwa del noroeste/saulteaux de Ontario)
- Odaawaa (ottawa) (nishnaabemwin/jibwemwin/daawaa)
- Ojibwe severn (oji-cree/ojibwe septentrional) (anishininiimowin), y
- Ojibwa del suroeste (chippewa/chipeva) (anishinaabemowin/ojibwemowin).

Algunos dicen que el algonquino no es un dialecto del grupo ojibwa, sino una lengua distinta que está muy estrechamente relacionada con el mismo, pero otros dicen que sí es un dialecto del anishinaabemowin. Igualmente, algunos dicen que el potawatomi es un dialecto del anishinaabemowin aunque otros dicen que es una lengua distinta.

## Fonología
Artículo principal: Fonología ojibwa
Las lenguas del grupo ojibwa en general tienen 18 consonantes. Las Obstruyentes tienen un contraste que a menudo se llama "lenis/fortis", en lo que los obstruyentes escritos como consonantes sordas se pronuncian más fuertes, más largos de duración, y frecuentemente con aspiración o preaspiración, mientras que esos escritos como consonantes sonoras se pronuncian menos fuertes, y más cortos de duración. Sin embargo, en muchas comunidades la distinción se ha convertido en una de consonantes sordas y sonoras.
| Consonantes  | Consonantes  | bilabiales | alveolares | palatales   | velares   | glotales |
| ------------ | ------------ | ---------- | ---------- | ----------- | --------- | -------- |
| nasales      | nasales      | m ⟨m⟩      | n ⟨n⟩      |             |           |          |
| oclusivass   | aspiradas    | pʰ ⟨p⟩     | tʰ ⟨t⟩     | tʃʰ ⟨ch⟩    | kʰ ⟨k⟩    | ʔ ⟨’⟩    |
| oclusivass   | simples      | p ~ b ⟨b⟩  | t ~ d ⟨d⟩  | tʃ ~ dʒ ⟨j⟩ | k ~ ɡ ⟨g⟩ | ʔ ⟨’⟩    |
| fricativas   | aspiradas    |            | sʰ ⟨s⟩     | ʃʰ ⟨sh⟩     |           |          |
| fricativas   | simples      |            | s ~ z ⟨z⟩  | ʃ ~ ʒ ⟨zh⟩  |           | (h ⟨h⟩)  |
| aproximantes | aproximantes |            |            | j ⟨y⟩       | w ⟨w⟩     |          |

Hay tres vocales breves, /i a o/, y tres vocales largas correspondientes, /iː aː oː/, y además una cuarta vocal larga que no tiene una vocal corta correspondiente, /eː/. Las vocales breves también son distintas de las vocales largas con respeto a la calidad, y fonéticamente están más cerca de [ɪ], [ə]~[ʌ], y [o]~[ʊ]. Muchos hablantes pronuncian /oː/ como [uː], y también muchos pronuncian /eː/ como [ɛː]. Además, hay vocales nasales, pero son bastante infrecuentes.
En cuanto al acento, el idioma ojibwa divide las palabras en "pies metricales", y cada pie tiene una sílaba "fuerte" y (si dura dos sílabas) una sílaba "débil." Todas las sílabas fuertes reciben por lo menos estrés secundario. En general, la sílaba fuerte que hay en el tercer pie desde el final de una palabra recibe el estrés principal. En muchos dialectos, vocales que no tienen estrés a menudo se pierden, o cambian de calidad.

## Gramática
Artículo principal: Gramática ojibwa
Como muchos idiomas indígenas, el idioma anishinaabe es polisintético, lo que significa que tiene mucha síntesis y un gran cantidad de morfemas en una sola palabra. Es una lengua aglutinante, así que construye sus palabras añadiendo morfema tras morfema, en vez de tener pocos afijos, cada uno de los cuales lleva mucha información.
Hay una distinción entre dos tipos de la tercera persona, el "próximo" (la tercera persona de una oración que se supone que es la más importante o enfocada), y el "obviativo" (la tercera persona que se supone que sea menos importante o enfocada). El nombre puede ser singular o plural, y hay dos géneros, animado o inanimado. Existen distintos pronombres personales, pero como en español, normalmente se usa solo por énfasis. Los pronombres distinguen entre la primera persona del plural inclusiva y exclusiva.
La categoría de palabras más complicada son los verbos. Los verbos se declinan por su orden (el indicativo; el conjuntivo, similar al subjuntivo en español, y que solamente se usa en oraciones subordinadas; y el imperativo), por polaridad (negativo o afirmativo), y por la persona, número, animación, y estatus de aproximado/obviativo tanto de su sujeto como de su objeto, y también por algunos modos diferentes (que incluyen el dubitativo y pretérito) y tiempos.

## Vocabulario
Aunque hay algunas palabras en el idioma ojibwa que vienen del inglés (gaapii, "café", de coffee; maam (aa), "mamá", de mom) y del francés (naapaane, "la harina", de la farine; ni-tii, "el té", de le thé), en general, la lengua es notable por su falta de palabras de origen extranjero. En su lugar, los hablantes prefieren crear palabras para nuevos conceptos usando vocabulario que ya existe. Por ejemplo, en ojibwemowin, "avión" es bemisemagak, literalmente "cosa que vuela" (de bimisemagad, "volar"), y "pila" es ishkode-makakoons, literalmente "cajita de fuego" (de ishkode, "fuego", y makak, "caja"). Incluso "café" es llamada makade-mashkikiwaaboo ("medicina de líquido negro") por muchos hablantes, en vez de gaapii.

## Escrituras
Artículo principal: Escrituras para ojibwa
Se escribe ojibwemowin usando un silabario, que fue inventado probablemente por el misionero James Evans alrededor de 1840 y que él basó en la Taquigrafía Pitman. En los EE. UU. la lengua normalmente se escribe fonéticamente con caracteres latinos. El silabario generalmente se usa en Canadá. El alfabeto más nuevo que usa caracteres latinos es el "Sistema de Vocales Dobles" concebido por Charles Fiero. Aunque todavía no hay una ortografía estándar, el Sistema de Vocales Dobles se vuelve más y más popular entre educadores de los EE. UU. y Canadá, debido a su fácil manejo.

### Sistema de vocales dobles
El sistema de vocales dobles consiste en tres vocales breves, cuatro vocales largas, 18 consonantes y un nasal, representadas con los siguientes caracteres:

a aa b ch d e g ' h i ii j k m n ny o oo p s sh t w y z zh

Este sistema se llama el sistema de "Vocales Dobles" porque las vocales largas que corresponden a las vocales breves <a>, <i> y <o> se escriben dobles: <aa>, <ii> y <oo>. En este sistema, se escribe la nasal "ny" como "nh" si termina la palabra. Los grupos consonánticos permitidos son <mb>, <nd>, <ng>, <n'>, <nj>, <nz>, <ns>, <nzh>, <sk>, <shp> y <shk>.

## Ejemplos
Este texto en ojibwemowin se toma con permiso de las primeras cuatro líneas de Niizh Ikwewag, un cuento contado originalmente por Earl Nyholm, en la página web del profesor Brian Donovan de la Universidad Estatal de Bemidji (Minnesota):

### Texto
1. Aabiding gii-ayaawag niizh ikwewag: mindimooyenh, odaanisan bezhig.
2. Iwidi Chi-achaabaaning akeyaa gii-onjibaawag.
3. Inashke naa mewinzha gii-aawan, mii eta go imaa sa wiigiwaaming gaa-taawaad igo.
4. Mii dash iwapii, aabiding igo gii-awi-bagida'waawaad, giigoonyan wii-amwaawaad.

### Traducción
1. Una vez, había dos mujeres: una vieja, y una de sus hijas.
2. Eran de allá, hacia Inger. 47°33′15″N 93°59′07″O / 47.55417, -93.98528
3. Bueno, ves, hacía mucho tiempo; ellas solamente vivían allá en un wigwam.
4. Y entonces, allá en aquel tiempo, una vez pescaron; pensaban comer pez.

### Glosa
| Aabiding | gii-ayaawag         | gii-ayaawag         | gii-ayaawag         | niizh | ikwewag: | ikwewag: | mindimooyenh, | odaanisan | odaanisan | odaanisan | bezhig. |
| aabiding | gii-                | ayaa                | -wag                | niizh | ikwe     | -wag     | mindimooyenh, | o-        | daanis    | -an       | bezhig. |
| una vez  | PAS-                | estar en un lugar   | -3PL                | dos   | mujer    | -PL      | vieja,        | 3SG.POS-  | hija      | -OBV      | una.    |
| Una vez  | estaban en un lugar | estaban en un lugar | estaban en un lugar | dos   | mujeres: | mujeres: | vieja,        | su hija   | su hija   | su hija   | una.    |

| Iwidi | Chi-achaabaaning                                        | Chi-achaabaaning                                        | Chi-achaabaaning                                        | akeyaa   | gii-onjibaawag. | gii-onjibaawag. | gii-onjibaawag. |
| iwidi | chi-                                                    | achaabaan                                               | -ing                                                    | akeyaa   | gii-            | onjibaa         | -wag.           |
| allá  | grande-                                                 | cuerda de arco                                          | -LOC                                                    | por allá | PAS-            | venir de        | -3PL.           |
| Allá  | en Inger (lit: en [el Río de la] Cuerda de Arco Grande) | en Inger (lit: en [el Río de la] Cuerda de Arco Grande) | en Inger (lit: en [el Río de la] Cuerda de Arco Grande) | por allá | de allá venían. | de allá venían. | de allá venían. |

| Inashke | naa      | mewinzha          | gii-aawan, | gii-aawan, | mii eta go | mii eta go | mii eta go | imaa | sa  | wiigiwaaming | wiigiwaaming | gaa-taawaad  | gaa-taawaad  | gaa-taawaad  | igo.               |
| inashke | naa      | mewinzha          | gii-       | aawan      | mii        | eta        | go         | imaa | sa  | wiigiwaam    | -ing         | gaa-         | daa          | -waad        | igo.               |
| ves     | entonces | hace mucho tiempo | PAS-       | haber      | así        | solamente  | ENF        | ahí  | ENF | wigwam       | -LOC         | PAS. CONJ-   | vivir        | -3PL.CONJ    | ENF.               |
| Ves     | entonces | hace mucho tiempo | era que,   | era que,   | solamente  | solamente  | solamente  | ahí  | así | en un wigwam | en un wigwam | que vivieran | que vivieran | que vivieran | en aquel entonces. |

| Mii dash   | Mii dash   | iwapii, | iwapii, | aabiding | igo            | gii-awi-bagida'waawaad,           | gii-awi-bagida'waawaad,           | gii-awi-bagida'waawaad,           | gii-awi-bagida'waawaad,           | giigoonyan | giigoonyan | wii-amwaawaad.               | wii-amwaawaad.               | wii-amwaawaad.               |
| mii        | dash       | iw-     | -apii   | aabiding | igo            | gii-                              | awi-                              | bagida'waa                        | -waad,                            | giigoonh   | -yan       | wii-                         | amw                          | -aawaad.                     |
| es que     | CONTR      | eso-    | -luego  | una vez  | ENF            | PAS-                              | ir y-                             | pescar con una red                | -3PL.CONJ                         | pez        | -OBV       | DESD-                        | comer                        | -3PL/OBV.CONJ                |
| Y entonces | Y entonces | luego,  | luego,  | una vez  | aquel entonces | que fueran y pescaran con una red | que fueran y pescaran con una red | que fueran y pescaran con una red | que fueran y pescaran con una red | esos peces | esos peces | que ellas vayan a comer esos | que ellas vayan a comer esos | que ellas vayan a comer esos |

Abreviaturas:
| 3     | tercera persona       |
| SG    | singular              |
| PL    | plural                |
| PAS   | pasado                |
| POS   | posesivo              |
| OBV   | obviativo             |
| LOC   | locativo              |
| ENF   | partícula enfática    |
| CONJ  | orden conjuntivo      |
| CONTR | partícula contrastiva |
| FUT   | futuro                |
| DESD  | desiderativo          |